# Vojtina
Vojtina (en serbe cyrillique : Војтина) est un village du nord du Monténégro, dans la municipalité de Pljevlja.

## Démographie

### Évolution historique de la population
| 1948 | 1953 | 1961 | 1971 | 1981 | 1991 | 2003 |
| ---- | ---- | ---- | ---- | ---- | ---- | ---- |
| 200  | 242  | 243  | 213  | 158  | 119  | 82   |